# Ronny Rens
Ronald (Ronny) Rens (Paramaribo, 1 juni 1933 – Amsterdam, 6 juni 2009) was een Surinaams journalist. Ter onderscheiding van zijn gelijknamige zoon wordt hij soms aangeduid als Ronny Rens sr.
Ronny Rens sr. werkte als directeur van het Cultureel centrum Suriname (CCS). Hij was directeur van de Stichting Radio Omroep Suriname (SRS) en werkte bij de Surinaamse Televisie Stichting (STVS). Hij was commentator bij vele sportwedstrijden en WK-voetbalwedstrijden. Ook werkte hij als correspondent voor de NOS (later NPS). Rond de onafhankelijkheid van Suriname in 1975 en nog jaren daarna maakte hij het wekelijks nieuwsoverzicht voor het radioprogramma, dat later Zorg en Hoop ging heten.
Na de Sergeantencoup in 1980 werkte hij als voorlichter op de Amerikaanse ambassade in Paramaribo, maar hij vertrok in 1982 naar Curaçao, omdat het militaire regime een steeds repressiever houding aannam tegenover de journalistiek.
Rens bouwde op Curaçao een nieuw bestaan op en werd daar hoofdredacteur van het Nederlandstalige dagblad Amigoe. Na zijn pensionering in 1978 vestigde hij zich in Amsterdam-Zuidoost. 
Hij overleed op 6 juni 2009 thuis aan een hartstilstand en werd gecremeerd op De Nieuwe Ooster in Amsterdam.
Ronny Rens was getrouwd en had twee zoons (één overleed vóór hem) en een kleindochter.